# Acytolepis siporana
Acytolepis siporana är en fjärilsart som beskrevs av Riley 1945. Acytolepis siporana ingår i släktet Acytolepis och familjen juvelvingar. Inga underarter finns listade i Catalogue of Life.